# Ai Shibata
Ai Shibata (jap. 柴田 亜衣, Shibata Ai; * 14. Mai 1982 in Dazaifu, Fukuoka) ist eine japanische Schwimmerin.
Bei den Olympischen Spielen 2004 in Athen wurde sie Olympiasiegerin über 800 m Freistil. Über 400 m Freistil erreichte sie Platz 5. Bei den Weltmeisterschaften 2005 in Montreal gewann sie dann die Silbermedaille über 400 m Freistil und die Bronzemedaille über 800 m Freistil. Bei den folgenden Weltmeisterschaften 2007 in Melbourne erreichte sie zwei Bronzemedaillen über 400 m und über 1500 m Freistil.